# シャルトリュー
シャルトリュー(英：Chartreux / 仏：Chartreux)は、フランスをその原産地とするネコの一品種。ロシアンブルーおよびコラットと並びブルー（銀灰色）の御三家と称される。シャルル・ド・ゴールやコレットの寵愛を受けた猫でもあり、「ほほ笑み猫」という異称に加えて、「フランスの宝」「生きたフランスの記念碑」などの代名詞がある。

## 歴史
その起源については様々な言い伝えが残されてはいるものの、詳らかにはなっていない。シャルトリュー派の修道士が北アフリカから船で連れ帰ってきた猫の子孫であるとする説から、シリア出身の猫の子孫であるとする説、十字軍の時代に欧州に持ち込まれた猫の子孫であるとする報告までがあり、その名の由来については、フランスのカルトゥジオ修道士が生み出したシャルトリューズという名のリキュールにあるとする説や、18世紀前半のスペインの羊毛の名にあるとする説が提唱されている。
いずれにしてもフランスの地では古くから知られていたようで、16世紀―1558年に記されたある文献の内に、その祖先と考えられる灰色の被毛に銅色の目を持つ猫の描写を見ることができる。 18世紀には博物学者のビュフォンから「フェリス・カートゥス・コエルレウス」(Felis catus coeruleus)という名を与えられた。これはラテン語で「鋭い声をもって鳴く暗青色の猫」を意味した。
近代に入ると二度の世界大戦を通して他の数多の猫種と同様に種の存続の危機に曝されることとなった。第一次世界大戦の終息とともにフランス国内のブリーダーらによる保存の取り組みが始動。第二次世界大戦の折には絶滅寸前という状況にまで陥るも、生き残りの個体を異種交配させることによって品種の再確立が図られた。この異種交配の相手となったのは銀灰毛のペルシャとブリティッシュブルーであった。
1970年代になると北米の地への持ち込みが実現。この時期の地元フランスでは本来のシャルトリューに加えてブリティッシュブルーまでもが「シャルトリュー」と呼ばれていたものの、やがては別物として完全に分離されるようになった。

## 特色

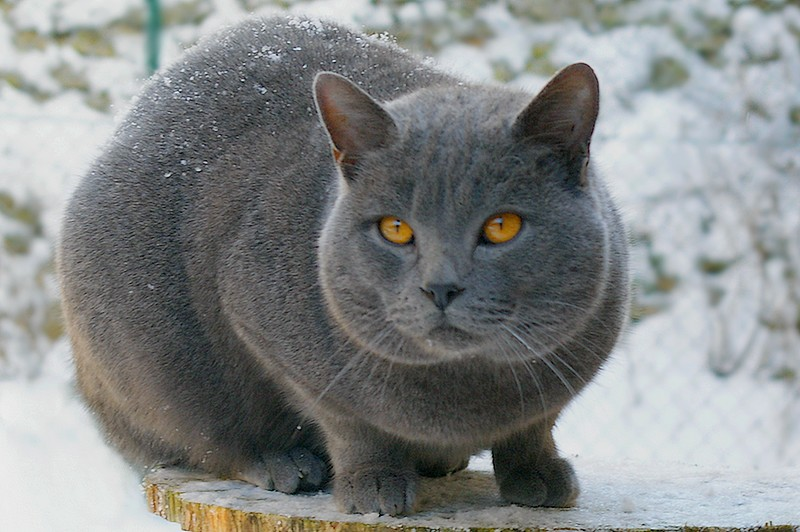
佇む雄のシャルトリュー

人為発生種に類される。短毛種にて毛色はブルー〔銀灰色〕。羊毛のように密生したその被毛は水をよく弾く。その密生具合についてはノルウェージャンフォレストやサイベリアンフォレストのそれとの類似が見い出されもする。美観のみならず防水性という実用性をも備えたこの被毛は、往古に高価な値段で売買された時期があり、その結果として、この品種に絶滅の危機を招来することにもなった。この存続の危機を救ったのは、ド・ゲルヴールという名の猫牧場を起こしたうえでこの品種の繁殖を行った、ブルターニュのベル島に住んでいたルジェという名の姉妹であった。

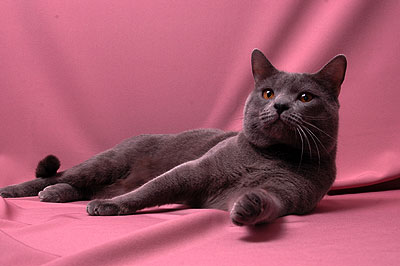
その短めの脚は重量のある胴体を支えるための屈強な骨格を備えている。

屈強な骨格に広い肩幅と厚い胸板、短めの脚、大きな頭を支えるための短く屈強で安定感のある首。大きく見開いた丸い目を持ち、その色は黄色から銅色。重量感のある胴体にほっそりとした四肢というその外観は、「ジャガイモに爪楊枝が刺さったような」との形容を受ける。あるいは「マッチ棒を刺したジャガイモ」との形容もある。
雄の個体は雌の個体を大きさでかなり上回り、成熟の速度で下回る。完全な成熟までに要する時はおおよそ2年。成長とともに眼の色がその輝きを増してゆく。
なだらかな曲線を描いた額を備える丸みを帯びた頭部と狭まった鼻面という特徴群の複合から生まれる「ほほ笑み」の表情が名高い。「ほほ笑み猫」という代名詞の所以である。

## 性格
厳しい環境に適応してきた強い忍耐力を持ち、懐が深く穏やか。

## ギャラリー

近世の絵画に登場するシャルトリュー
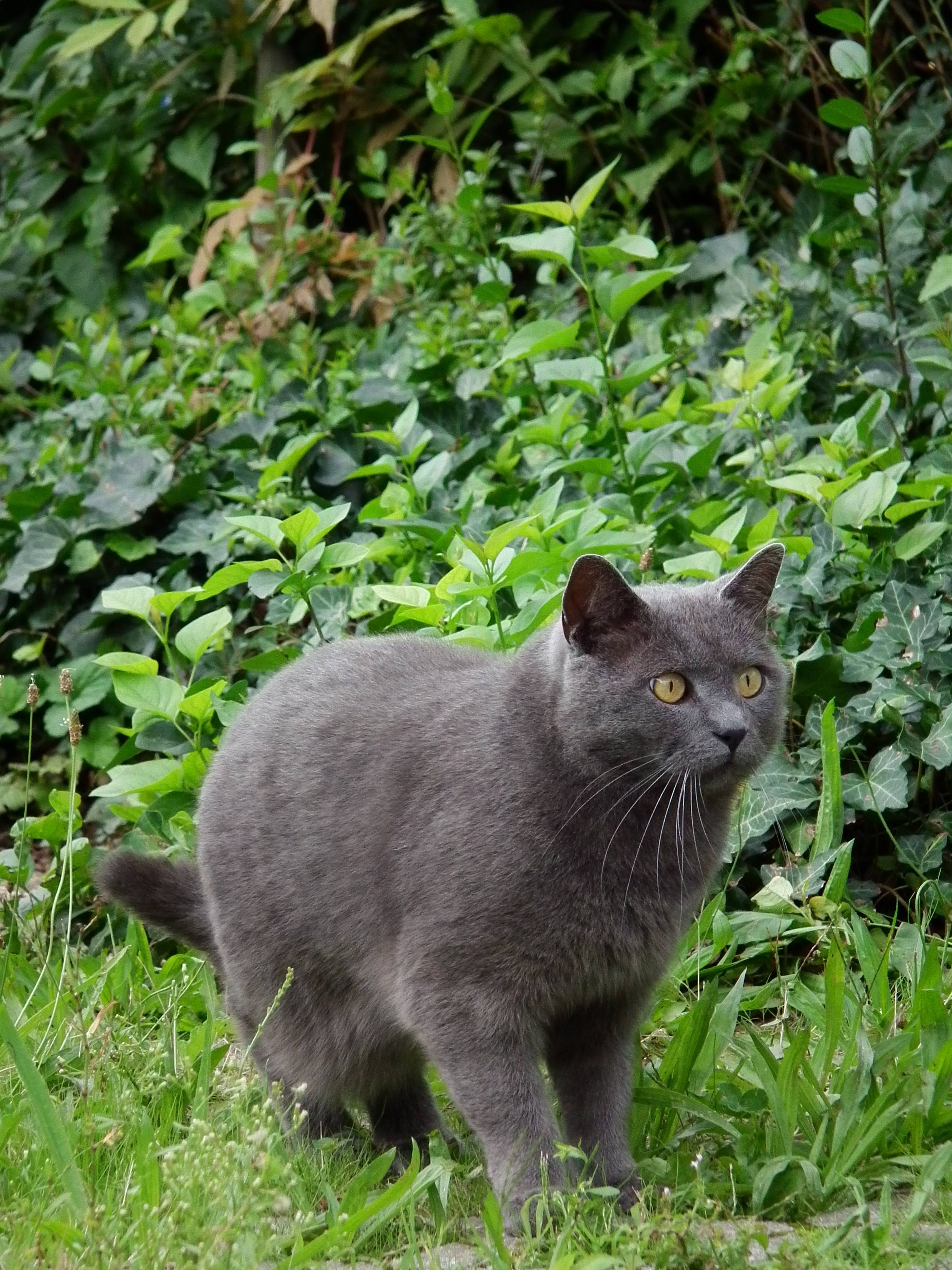
脚はやや短く、たくましい体形
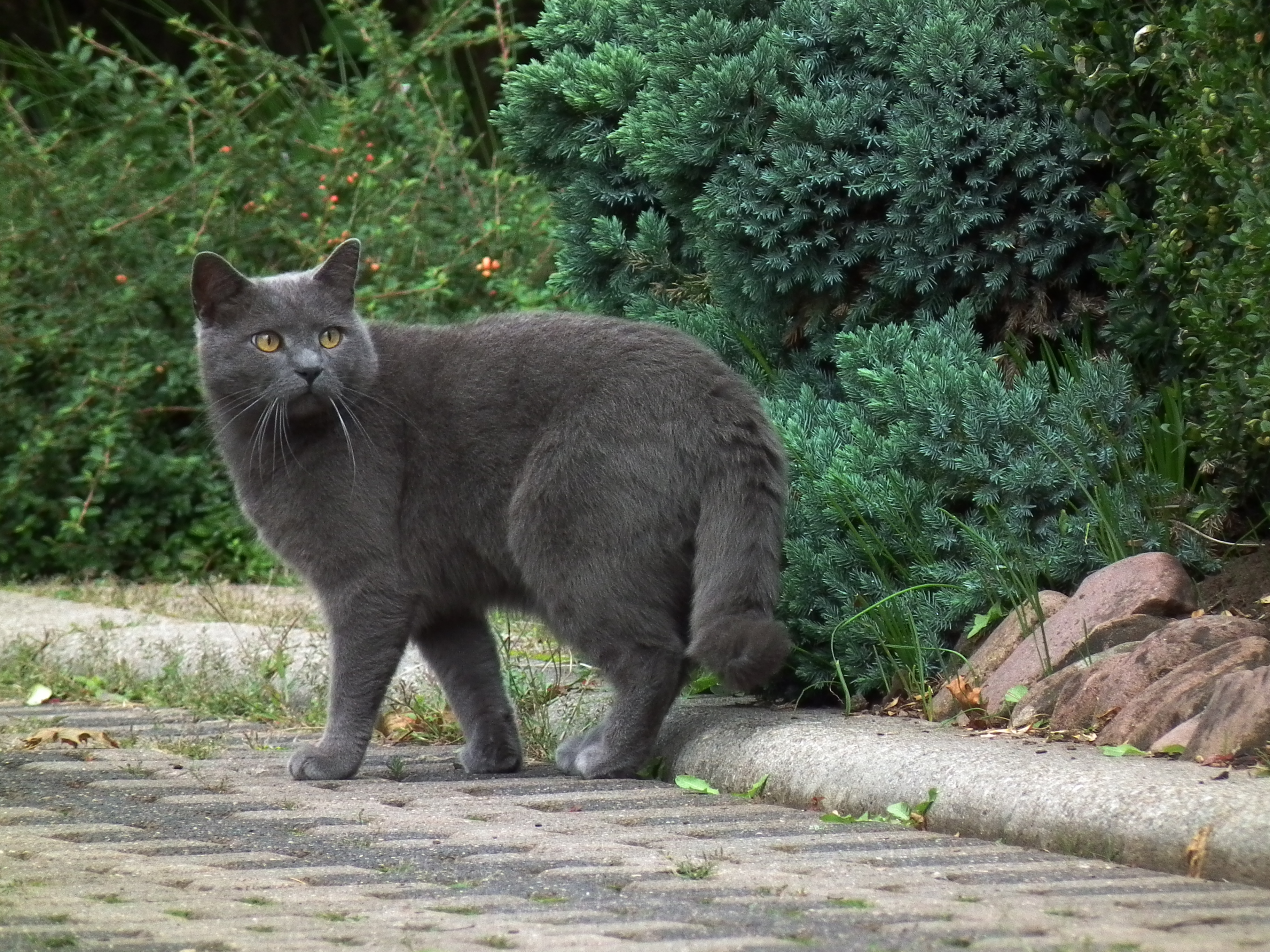
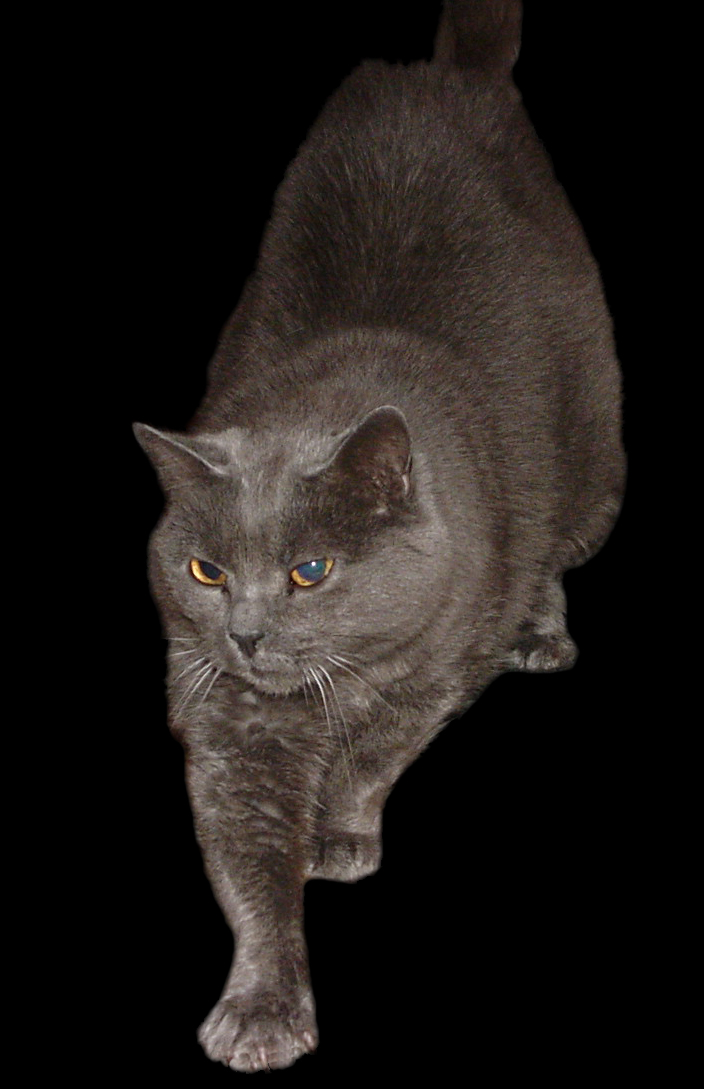

### 文献
- 山崎哲／小島正記『日本と世界の猫のカタログ (2002年版)』成美堂出版、2001年。ISBN 4415096484。
- グロリア・スティーブンス、山崎哲『世界のネコたち』成美堂出版、2000年。ISBN 463559615X。
- ブルース・フォーグル 著、小暮規夫 訳『新猫種大図鑑』ペットライフ社、2006年。ISBN 4938396661。